# Delias schoenigi
Delias schoenigi is een vlindersoort uit de familie van de Pieridae (witjes), onderfamilie Pierinae.
Delias schoenigi werd in 1975 beschreven door H. Schröder.